# 藤原大野
藤原 大野（ふじわら の おおの）は、平安時代初期から前期にかけての貴族。名は大町とも記される。藤原南家、大師・藤原仲麻呂の玄孫。従五位下・藤原能鷹の子。官位は従五位下・但馬権守。

## 経歴
文徳朝末の天安2年（858年）従五位下に叙爵する。
清和朝に入り貞観2年（860年）正月に上総介として地方官に任ぜられるが、早くも2月には左京亮と京官に遷っている。貞観4年（862年）大蔵少輔と引き続き京官を務めるが、翌貞観5年（863年）但馬権守として地方官に転じた。

## 官歴
『六国史』による。
- 時期不詳：正六位上
- 天安2年（858年） 正月7日：従五位下
- 貞観2年（860年） 正月16日：上総介。2月14日：左京亮
- 貞観4年（862年） 2月11日：大蔵少輔
- 貞観5年（863年） 2月10日：但馬権守

## 系譜
『尊卑分脈』による。
- 父：藤原能鷹
- 母：不詳
- 妻：不詳
  - 男子：藤原雄蔭